# Fraccionamiento Real Santa María
Fraccionamiento Real Santa María är en ort i Mexiko.   Den ligger i kommunen Santa María Atzompa och delstaten Oaxaca, i den sydöstra delen av landet, 400 km sydost om huvudstaden Mexico City. Fraccionamiento Real Santa María ligger 1 577 meter över havet och antalet invånare är 504.
Terrängen runt Fraccionamiento Real Santa María är huvudsakligen kuperad, men den allra närmaste omgivningen är platt. Runt Fraccionamiento Real Santa María är det mycket tätbefolkat, med 3 494 invånare per kvadratkilometer. Närmaste större samhälle är Oaxaca de Juárez, 9,3 km sydost om Fraccionamiento Real Santa María. Trakten runt Fraccionamiento Real Santa María består till största delen av jordbruksmark.